# Anarkistisk Debatforum
Anarkistisk Debatforum (i daglig tale kaldet Anarcho eller blot AD) var et subkulturelt debatforum, der i perioden 2003-2015, var benyttet af en blandet skare af anarkister og andre venstreorienterede.
Anarkistisk Debatforum benyttedes dog også af liberalister, nynazister, autoritære kommunister, naboer til Ungdomshuset og borgerlige individer, som ønskede en eller anden form for dialog med det autonome miljø.
Anarkistisk Debatforum havde ikke en direkte kobling til Ungdomshuset i København (hverken det som lå på Jagtvej 69, eller det som ligger på Dortheavej 61), men der findes et personsammenfald blandt nogle af brugerne, herunder også moderatorerne.

## Anarkistisk Debatforums historie
Anarkistisk Debatforum opstod oprindeligt i 2003 som en diskussionsside til Den Anarkistiske Føderation, en nu opløst politisk gruppe der primært eksisterede i København og var samlet omkring brugerne af Ungdomshuset på Jagtvej 69. Der var imidlertid et aftagende overlap mellem brugerne af forummet og medlemmer af Anarkistisk Føderation, så man besluttede at fjerne linket til forummet, som efterfølgende kun kunne tilgås ved søgning og bogmærker.
Anarkistisk Debatforum vandt en del popularitet i efteråret 2004, da siden skiftede adresse til domænet bzby.dk og skiftede forumsoftware. På dette tidspunkt bestod forummet af en punktopstillet oversigt over indlæg, og den ny forumsoftware lavede en tro kopi af dette layout, dog uden reklamer. Skiftet skete med ønsket om færre kommercielle reklamer, og brugen steg til et gennemsnit på 20 indlæg per dag.

## Ideologisk uenighed
Løbende, kulminerende i april 2006, opstod en konflikt mellem Anarkistisk Debatforums brugere, idet nogle ønskede at opretholde anarkistiske idealer på forummet, hvilket i denne sammenhæng betød, at man ønskede mulighed for anonyme indlæg og et fravær af censur og moderation af indlæg, således at administratorrollen minimeres, da den principielt er autoritær.
Men grundet den kontroversielle karakter af mange af de diskuterede emner var Anarkistisk Debatforum ofte udsat for chikane fra den politiske højrefløj, hvilket har skabt splittelse blandt forummets administratorer om, hvordan dette skal håndteres.
Dette medførte, at Anarkistisk Debatforum i april 2006 delte sig i to, og den ene del skiftede adresse til domænet anarcho.dk. Det andet forum, der blev kendt som bzby-forum, lukkede få måneder senere, og et nyt forum opstod på aktivist.nu. Det lukkede i 2008 på grund af manglende vedligeholdelse.

## Omtale i medierne

### Julius Børgesen
Anarkistisk Debatforum blev nævnt med navn og vist i TV 2-nyhederne, da den tidligere talsmand for den politiske gruppe Dansk Front Julius Børgesen anonymt opfordrede på forummet til at brænde indenrigsminister Lars Løkke Rasmussens hus ned.
Hensigten var givetvis at få det til at se ud, som om opfordringen kom fra en venstreorienteret, eftersom brandattentatet mod Rikke Hvilshøj i juli 2005, hvor hendes bil og en del af hjemmet blev brændt af, blev sat i forbindelse med den radikale venstrefløj og dens modstand mod hendes asylpolitik.
Julius Børgesen blev 11. maj 2006 kl. 11:25 anholdt af politiet for opfordringen, men blev løsladt 10. oktober 2006 grundet manglende beviser. Han blev dog dømt for opfordring til brandattentatet og ulovlig våbenbesiddelse den 27. februar 2007.

### Foreningen Oprør
Anarkistisk Debatforum har blandt mange andre danske politiske hjemmesider også lagt plads til Foreningen Oprørs ulovliggjorte pressemeddelelse, der af politiet blev fjernet fra mange hjemmesider.

## Adresseskift
Anarkistisk Debatforum har haft følgende domæner i tidens løb:
- disc.server.com (linket fra resist.dk) fra 2003
- bzby.dk/anarkiforum fra 2004 til 2006
- forum.anarcho.dk fra 2006 til 2015.